# Recopa Africana 1997
La Recopa Africana 1997 es la 23.ª edición de este torneo de fútbol a nivel de clubes de África organizado por la CAF y que contó con la participación de 41 equipos campeones de copa de sus respectivos países, 4 más que en la edición anterior.
El Étoile du Sahel de Túnez venció en la final al FAR Rabat de Marruecos para ser campeón del torneo por primera vez.

## Ronda Preliminar
| Equipo 1              | Agr.     | Equipo 2             | Ida | Vuelta |
| --------------------- | -------- | -------------------- | --- | ------ |
| Bata Bullets          | 2–2 (v.) | Kiyovu Sport         | 1–0 | 1–2    |
| Awassa Flour Mill     | 0–5      | UEB                  | 0–2 | 0–3    |
| MP Tigers             | 1–1 (v.) | Eleven Men in Flight | 1–1 | 0–0    |
| Lerotholi Polytechnic | 2–1      | Township Rollers     | 2–0 | 0–1    |
| Club S Namakia        | w/o1     | Red Star FC          | —   | —      |
| Renaissance           | 7–1      | Akonangui FC         | 3–0 | 4–1    |
| Sigara SC             | 1–3      | Dynamos              | 1–0 | 0–3    |
| UNB FC                | dq2      | Representante        | —   | —      |
| Étoile Filante        | dq2      | Sahel SC             | —   | —      |

1- El Club 'S' Namakia abandono el torneo antes del partido de ida.

2- Los equipos de Níger y la República Centroafricana fueron descalificados por las deudas de sus federaciones con la CAF.

## Primera Ronda
| Equipo 1              | Agr. | Equipo 2                | Ida | Vuelta |
| --------------------- | ---- | ----------------------- | --- | ------ |
| Al-Merreikh           | 0–3  | El Mansoura SC          | 0–1 | 0–2    |
| UNB FC                | 0–6  | Julius Berger           | 0–3 | 0–3    |
| Scouts Club           | 3–4  | SS Saint-Louisienne     | 2–1 | 1–3    |
| Red Star FC           | w/o1 | Maxaquene               | —   | —      |
| Eleven Men in Flight  | 0–6  | Jomo Cosmos2            | 0–3 | 0–3    |
| Bata Bullets          | 0–2  | Dynamos FC              | 0–1 | 0–1    |
| Mumias Sugar FC       | 0–2  | El Mokawloon            | 0–0 | 0–2    |
| Lerotholi Polytechnic | 0–6  | Nchanga Rangers         | 0–1 | 0–5    |
| FAR Rabat             | 4–2  | Real Bamako             | 4–1 | 0–1    |
| FC 105 Libreville     | 2–1  | Progresso do Sambizanga | 2–0 | 0–1    |
| Étoile Filante        | 3–4  | Étoile du Sahel         | 3–0 | 0–4    |
| ASFAG                 | 0–2  | Hearts of Oak           | 0–0 | 0–2    |
| US Gorée              | 2–4  | MC Oran                 | 1–0 | 1–4    |
| Renaissance FC        | 3–7  | AS Dragons              | 2–1 | 1–6    |
| Vita Club Mokanda     | 1–2  | SO Armée                | 0–0 | 1–2    |
| UEB                   | dq3  | RC Bafoussam            | —   | —      |

1- El Maxaquene abandonó el torneo antes de jugar el partido de ida.

2- Jomo Cosmos reemplazó al Orlando Pirates, ya que éste clasificó a la Liga de Campeones de la CAF 1997.
 
3- El Racing Bafoussam fue descalificado por no presentarse a tiempo al partido de ida.

## Segunda Ronda
| Equipo 1          | Agr.         | Equipo 2            | Ida | Vuelta |
| ----------------- | ------------ | ------------------- | --- | ------ |
| Julius Berger     | 0–2          | El Mansoura SC      | 0–0 | 0–2    |
| Red Star FC       | 0–5          | SS Saint-Louisienne | 0–2 | 0–3    |
| Dynamos FC        | 2–3          | Jomo Cosmos         | 2–1 | 0–2    |
| Nchanga Rangers   | 2–4          | El Mokawloon        | 2–1 | 0–3    |
| FC 105 Libreville | 2–2 (3:4 p.) | FAR Rabat           | 2–0 | 0–2    |
| Hearts of Oak     | 3–6          | Étoile du Sahel     | 2–2 | 1–4    |
| UEB               | 2–3          | MC Oran             | 2–0 | 0–3    |
| SO Armée          | w/o1         | AS Dragons          | —   | —      |

1- El AS Dragons abandonó el torneo antes de jugar el partido de ida.

## Cuartos de final
| Equipo 1            | Agr.     | Equipo 2        | Ida | Vuelta |
| ------------------- | -------- | --------------- | --- | ------ |
| El Mansoura SC      | 5–2      | Jomo Cosmos     | 3–0 | 2–2    |
| El Mokawloon        | 2–4      | Étoile du Sahel | 2–2 | 0–2    |
| SS Saint-Louisienne | 3–3 (v.) | SO Armée        | 2–0 | 1–3    |
| FAR Rabat           | 3–1      | MC Oran         | 2–0 | 1–1    |

## Semifinales
| Equipo 1        | Agr. | Equipo 2         | Ida | Vuelta |
| --------------- | ---- | ---------------- | --- | ------ |
| Étoile du Sahel | 5–4  | El Mansoura      | 3–0 | 2–4    |
| FAR Rabat       | 5–2  | Saint-Louisienne | 3–0 | 2–2    |

## Final
| Equipo 1        | Agr. | Equipo 2  | Ida | Vuelta |
| --------------- | ---- | --------- | --- | ------ |
| Étoile du Sahel | 2–1  | FAR Rabat | 2–0 | 0–1    |

### Ida
| 22 de noviembre de 1997 | Étoile du Sahel                      | 2 – 0 | FAR Rabat | Stade Olympique de Sousse, Sousse, Túnez                |                                                         |
|                         | Mhedhebi 40' · Ben Younes 76' (pen.) |       |           | Asistencia: 28,000 espectadores Árbitro(s): Koffi Kodja | Asistencia: 28,000 espectadores Árbitro(s): Koffi Kodja |

### Vuelta
| 6 de diciembre de 1997 | FAR Rabat    | 1 – 0 | Étoile du Sahel | Prince Moulay Abdellah Stadium, Rabat, Marruecos         |                                                          |
|                        | Chemmami 29' |       |                 | Asistencia: 45,000 espectadores Árbitro(s): Falla N'Doye | Asistencia: 45,000 espectadores Árbitro(s): Falla N'Doye |

## Campeón
| Recopa Africana 1997      |
| ------------------------- |
| Bandera de Túnez          |
| Étoile du Sahel 1º Título |